# Utenti Pubblicità Associati
UPA – Utenti Pubblicità Associati è l’Associazione che rappresenta le più importanti aziende industriali, commerciali e di servizi che investono in pubblicità e in comunicazione in Italia. L’Associazione ha sede a Milano.

## Storia
Nel 1948 Metello Rossi di Montelera (Martini & Rossi), Ferdinando Gazzoni Frascara (Idrolitina), Mario Casali (Stock) e Mario Bellavista (Montecatini) decisero di fondare un'associazione degli inserzionisti pubblicitari sul modello dell'Union des Annonceurs francese e dell'Union belge des Annonceurs.
L'associazione ottenne la personalità giuridica l'anno successivo.
Gian Sandro Bassetti fu presidente dell'associazione dal 1964 al 1978. In questo periodo l'UPA fu fra i promotori dell'Istituto dell'Autodisciplina Pubblicitaria e di Pubblicità Progresso.
Renzo Zorzi assunse l'incarico di presidente dal 1978 al 1984, quando divenne presidente Giulio Malgara. L'attuale presidente dell'Associazione è Lorenzo Sassoli de Bianchi.

## Presidenti
- Enrico Marone (marzo 1948)
- Metello Rossi di Montelera (1948-1964)
- Gian Sandro Bassetti (1964 - 1978)[3].
- Renzo Zorzi (1978 - 1984)[3]
- Giulio Malgara (1984 - 2007)
- Lorenzo Sassoli de Bianchi (2007 - in carica)[4]

## Attività
UPA rappresenta oltre 400 aziende di grandi e medie dimensioni, e ne difende gli interessi in quanto investitori in comunicazione pubblicitaria, presso le istituzioni e tutti i principali soggetti – concessionarie media, piattaforme digitali - che vendono spazi pubblicitari sul mercato.
Le attività di UPA sono improntate a tre valori di fondo statuiti dal Presidente Lorenzo Sassoli de Bianchi: la trasparenza, la responsabilità, e la costante attenzione all’innovazione delle tecnologie e delle prassi.
Upa è tra i fondatori ed è socia di tutte le società deputate alla misurazione della audience rilevanti sul piano pubblicitario: Auditel, Audioutdoor, Audicom, Audimovie, e ADS Accertamenti Diffusione Stampa.
Ha promosso inoltre la costituzione ed è membro dell'Istituto dell'Autodisciplina Pubblicitaria (IAP) e della Fondazione Pubblicità Progresso.
Tra le principali attività dell’Associazione, oltre alla consulenza agli associati per tutte le problematiche inerenti alla pubblicità, ha un ruolo peculiare la formazione, attraverso la società UPA Academy. Questa organizza sia corsi e webinar riservati agli associati sia master specialistici sui temi più rilevanti della comunicazione; quelli oggi operativi sono quattro (Master in Strategie di comunicazione integrata, Master in Data Science per la comunicazione digitale, Master in Branded Content & Entertainment, Master in Diritto della Comunicazione commerciale).
L’Associazione organizza ogni anno a luglio un’Assemblea pubblica a cui partecipano tutti i principali esponenti dei media e del mercato della comunicazione.
Altri eventi di rilievo sono i progetti di approfondimento tematico: Influencer Marketing e Branding e-volution. Con UNA-Aziende della Comunicazione Unite, organizza per l’Italia il premio Effie Awards Italy, basato sul riconoscimento all’efficacia delle campagne di marketing.
Tra i progetti più significativi negli ultimi anni: il Libro Bianco sulla comunicazione digitale; Nessie Data Lake, uno dei primi progetti di sistema a livello internazionale per la gestione dei big data al servizio del marketing e della comunicazione; Le linee guida sulla misurazione delle audience nell’attuale scenario digitale e crossmediale; Le linee guida per le gare media e creative, in collaborazione con UNA.
In sede internazionale, UPA è membro fondatore della WFA (World Federation of Advertisers), la federazione mondiale degli investitori pubblicitari che rappresenta, attraverso le associazioni nazionali, gli interessi e le posizioni degli advertiser presso le principali istituzioni internazionali.